# David Wiggins
Pour les articles homonymes, voir Wiggins.
David Robert Wiggins est un philosophe britannique appartenant au courant analytique, né le 8 mars 1933 à Londres. Ses recherches philosophiques sont en grande partie métaphysiques et portent principalement sur la nature des choses et leur identité, sur la façon dont nous les concevons et sur notre existence. Il est également reconnu pour ses travaux en logique philosophique et en méta-éthique.

## Parcours
David Wiggins est né à Londres en 1933. Durant la Guerre, il est envoyé à la St Paul's School de Londres, puis il poursuit des études classiques au Brasenose College d'Oxford. Après un premier contact avec la philosophie, il s'engage en 1957 dans le service civil mais y renonce au bout d'un an pour étudier la philosophie à Princeton. En 1959, il devient maître-assistant au New College d'Oxford. Il y reste jusqu'en 1967, année où il devient professeur de philosophie au Bedford College de Londres. En 1981, il reprend son poste à Oxford. En 1989, il est nommé professeur de philosophie au Birkbeck College de Londres. Il regagne à nouveau Oxford en 1993 où il obtient une chaire de professeur de logique au New College. Il y reste jusqu'à sa retraite, en l'an 2000.

## Théorie de l'identité
C'est en grande partie avec les travaux de David Wiggins durant les années 1960 que les questions liées à l'identité des objets et des personnes ont été posées et traitées de façon rigoureuse au sein de la philosophie analytique contemporaine. Dans Identity and Spatio-Temporal Continuity (1967), Wiggins formule une critique vigoureuse de la thèse de la relativité de l'identité et développe une théorie d'inspiration aristotélicienne de la « dépendance sortale » de l'individuation : c'est la « sorte » ou espèce de chose à laquelle l'objet considéré peut être rattaché qui détermine son individualité.
Le principe de « dépendance sortale » établit que pour être cet individu, il faut être au moins un individu de cette sorte ou espèce, ou encore qu'être tel objet, c'est être telle sorte ou telle espèce d'objet. Wiggins justifie ce principe en montrant que deux choses de la même espèce ou de la même sorte ne peuvent pas être à la même place au même moment, contrairement à deux choses d'espèces différentes, comme une éponge et l'eau lorsque l'éponge est gorgée d'eau par exemple.
Wiggins opère par ailleurs une distinction entre l'identité proprement dite telle qu'elle est exprimée dans la phrase « Aristote est cet homme » et l'identité de constitution telle qu'elle existe entre l'arbre et le bois qui peut en être débité. Il n'est plus alors contradictoire d'affirmer à la fois qu'il n'y a rien de plus dans les objets matériels que leur matière, et qu'un objet n'est pas identique à sa matière. Le fait qu'un objet matériel et sa matière occupent exactement la même place au même moment ne signifient pas que l'un et l'autre sont identiques, mais bien que leur concept (celui d'arbre et de matière végétale par exemple) n'est pas de la même sorte.

## Conceptualisme et réalisme
Dans Sameness and Substance (« Identité et substance »), David Wiggins discute et met en relation l'essentialisme, le conceptualisme et le réalisme. Il rejette la théorie de Peter Geach selon laquelle la relation d'identité serait relative au concept classificatoire sous lequel elle est considérée, de sorte qu'il serait possible que des objets différents sous un certain concept soient identiques sous un autre. Mais il défend cependant l'idée que la relation d'identité est dépendante de ce concept. Le rôle qu'il attribue aux concepts classificatoires dans sa théorie de l'identité l'amène à défendre une forme de conceptualisme essentialiste qui s'appuie sur le réalisme scientifique des travaux de Saul Kripke et de Hilary Putnam sur les espèces naturelles. Les concepts d'espèces naturelles tels que définis par Kripke et Putnam sont, selon lui, des exemples paradigmatiques de concepts classificatoires capables de véhiculer un critère d'identité pour les membres d'une espèce.

## Animalisme
Wiggins est considéré comme le précurseur de la théorie « animaliste » de l'identité personnelle. Il rejette l'idée que le concept de personne renverrait à un ensemble de caractéristiques fonctionnelles, comme l'affirment les théories fonctionnalistes de l'esprit. Bien qu'il utilise parfois le terme de « personne » comme un synonyme d' homo sapiens – espèce naturelle parmi d'autres – il écarte cette approche pour finalement considérer que le concept de personne est une qualification non biologique d' « animal », de sorte que les conditions d'identité d'une personne coïncident avec les conditions d'identité des membres de l'espèce animale à laquelle elle appartient. L'identité d'une personne humaine se ramène ainsi à l'identité d'un homo sapiens.

## Éthique
David Wiggins définit l'éthique dans une perspective qui associe le subjectivisme et le réalisme, en proposant une théorie selon laquelle les jugements moraux sont subjectivement conditionnés par le fait qu'ils sont objectivement vrais. Par exemple, sur la question de l'esclavage, il n'y aurait rien d'autre à penser sinon qu'il s'agit de quelque chose d'injuste et d'intolérable.
Les réflexions éthiques et politiques de Wiggins font écho à son conceptualisme essentialiste et sont issues le plus souvent de sa théorie de l'identité personnelle.

## Publications

### Monographies
- Identity and Spatio-Temporal Continuity, Oxford, Blackwell, 1967 (première monographie de Wiggins qui a exercé une influence capitale sur les discussions contemporaines touchant à l'identité[8]).
- Truth, Invention, and the Meaning of Life, Londres, Proceedings of the British Academy, 1976.
- Sameness and Substance, Oxford, Blackwell, 1980.
- Needs, Values, Truth: Essays in the Philosophy of Value, Oxford, Oxford University Press, 1987.
- Sameness and Substance Renewed, Cambridge, Cambridge University Press, 2001.
- Ethics. Twelve Lectures on the Philosophy of Morality, Cambridge, C.U.P., 2006.
- Continuants: Their Activity, Their Being, and Their Identity, Oxford, O.U.P., 2016.

### Principaux articles
- « The Individuation of Things and Places », Proceedings of the Aristotelian Society, supplementary vol. 38, Londres, Blackwell, 1963.
- « On Being in the same Place at the same Time », Philosophical Review, 77, Ithaca, Cornell University, 1968.
- « Reply to Mr. Chandler », Analysis, 29, Oxford, OUP, 1969.
- « Towards a reasonable libertarianism », Essays on Freedom of Action, Londres, Routledge & Kegan Paul, 1973.
- « Essentialism, Continuity, and Identity », Synthese, 28, Berlin/Heidelberg, Springer, 1974.
- « Locke, Butler, and the Stream of Consciousness : and Men as a Natural Kind », in Rorty A. O. (éd.), 1976.